# 五所川原北インターチェンジ
五所川原北インターチェンジ（ごしょがわらきたインターチェンジ）は、青森県五所川原市大字太刀打（たちうち）にある津軽自動車道（国道101号浪岡五所川原道路・五所川原西バイパス）のインターチェンジである。
当初は五所川原IC（仮称）として事業化されたが、五所川原東ICとの間に新たに五所川原ICが設置されたため、開通時に名称が五所川原北ICに決定した。

## 沿革
- 2007年（平成19年）12月14日 : 浪岡五所川原道路・五所川原東IC - 五所川原北IC間 開通に伴い供用開始。
- 2014年（平成26年）11月3日 : 五所川原西バイパス・五所川原北IC - つがる柏IC間 開通[2][3]。

## 道路

### 本線
- E64 津軽自動車道（浪岡五所川原道路・五所川原西バイパス）

### 接続する道路
- 直接接続
  - 国道339号（五所川原北バイパス）

## 料金所
無料区間のため、設置されていない。

## 周辺
- ふるさと圏民交流センター オルテンシア
- ロイヤル温泉旅館

## 隣
E64 津軽自動車道（浪岡五所川原道路・五所川原西バイパス）
五所川原IC - 五所川原北IC - つがる柏IC

## 形状
ランプウェイは方方向Y型を2つ組み合わせた形状であり、浪岡方面と鰺ヶ沢方面で出入口が異なるため注意が必要。